# 3. Armeekorps (Russische Föderation)

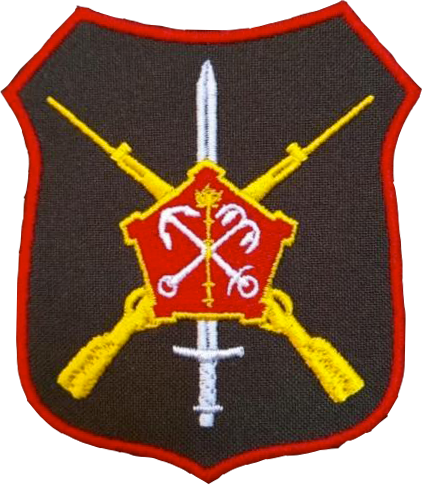
Abzeichen des 3. Armeekorps

Das 3. Armeekorps ist eine militärische Formation der Russischen Landstreitkräfte, welche im Zuge des Ukraine-Krieges im Juni 2022 neu aufgestellt wurde. Seine Stärke wird zwischen 15.500 und 60.000 Soldaten geschätzt (Stand Januar 2023). Es ist dem Westlichen Militärbezirk unterstellt.

## Aufstellung
Das 3. Armeekorps wurde zur personellen Verstärkung der Fronteinheiten aufgrund hoher Verluste während der ersten Monate des russischen Angriffskrieges aufgestellt. Da die Russische Föderation zum Zeitpunkt der Aufstellung noch keine wehrpflichtigen Männer verpflichtend einzog, wurde es ausschließlich aus Freiwilligen gebildet.

## Struktur
Das 3. Armeekorps, welches kleiner als ein westliches Korps, aber größer als eine Division ist, orientiert sich hinsichtlich der Struktur und Auftrag an den Milizen der vormaligen Volksrepubliken Donezk und Lugansk, welche operativ das 1. und 2. Armeekorps bilden. 
Es bestand zunächst aus den Stabs- und Kommandogebäuden mit angeschlossenem Trainingszentrum in Mulino, der 72. Selbstständigen MotSchützen-Brigade, aufgestellt in der Oblast Orenburg, und der 6. MotSchützen-Division. 
Es wird angenommen, dass bis zum 8. August 2022 40 Bataillone aus 19 Regionen aufgestellt wurden, wobei viele dieser Bataillone nicht die geforderte Stärke von 400 Mann aufweisen konnten. Auch wurde über einen Mangel an erfahrenem Personal und Offizieren zur Ausbildung der Rekruten berichtet, u. a. deshalb, weil viele der Soldaten mit Befähigung zur Ausbildung an Stelle verwundeter und getöteter Kameraden an die Front gesandt wurden.

## Rekrutierung
Die Rekrutierung erfolgte auf regionaler Ebene durch die Verwaltungen der Föderationssubjekte. Die Freiwilligen einzelner Föderationssubjekte wurden jeweils auch in einzelne Einheiten zusammengefasst. 
Zum Anreiz wurden den Freiwilligen im Alter von 18 bis 50 Jahren eine einmalige Zahlung bei der Verpflichtung in Höhe von bis zu 300.000 Rubel, ein monatlicher Sold von 200.000 Rubel, was ca. dem Dreifachen des in Russland üblichen Gehalts entspricht, und in einigen Fällen auch Zuschläge und Bonus-Zahlungen sowie Versicherungen bei Verwundung oder Tod gewährt. Die Mindestdienstzeit wurde in den meisten Fällen auf 6 Monate festgesetzt, wobei im ersten Monat in einigen Fällen ein Training zu absolvieren war, sodass fünf Monate Frontdienst zu leisten waren.

## Ausrüstung
Zur Ausrüstung der Einheiten des Korps gehören unter anderem AK-12-Sturmgewehre der neuen Generation. T-80BVM und T-90M-Panzer, BMP-3-Schützenpanzer, sowie BuK-Boden-Luft-Lenkwaffensysteme. Diese wurden später wahrscheinlich auch an der Front zum Einsatz gebracht.
Im Dezember 2022 und Januar 2023 wurden gepanzerte Kampfunterstützungsfahrzeuge des Typs BMPT „Terminator“ in der Oblast Lugansk gesichtet, die aufgrund der taktischen Markierungen dem 3. Armeekorps zuzuordnen sind.

## Einsatz in der Ukraine
Ende August 2022 wurden Gerät und Ausrüstung, welche für das 3. Armeekorps bestimmt waren, per Eisenbahntransport an einen Bahnhof nahe der Grenze der VR Donezk und des Asowschen Meeres verbracht, um in der weiteren Folge an der Donbass-Front zum Einsatz zu kommen.
Im weiteren Verlauf wurden aufgrund der Gegenoffensiven der ukrainischen Streitkräfte Teile des 3. Armeekorps an weiten Teilen der Front zur Verstärkung einzelner Frontabschnitte eingesetzt.
Nachdem Teile des 3. Armeekorps im Raum Charkiw zerschlagen wurden und den Rückzug antreten mussten, wobei sie häufig schweres Gerät zurückließen, wurden die verbliebenen Teile in den Oblasten Donezk und Saporischschja eingesetzt.
Besondere Aufmerksamkeit erregten der Einsatz der 72. Selbstständigen MotSchützen-Brigade zur Absicherung der südlichen Flanke während der Schlacht um Bachmut und ein Gegenstoß der Ukrainer, die unter Ausnützung der Schnittstelle zwischen den Kräften der 72. Selbstständigen MotSchützen-Brigade und den Truppen der PMC Wagner lokale Durchbrüche erreichen konnten.

## Moral
Der ukrainische Generalstab berichtete, das die Moral des 3. Armeekorps als niedrig zu beurteilen sei. Diese Angaben lassen sich jedoch nicht verifizieren.